# Бок, Манфред
Манфред Бок (нем. Manfred Bock; 28 мая 1941, Гамбург — 31 октября 2010, Итерзен, Шлезвиг-Гольштейн) — немецкий легкоатлет, специалист по многоборьям. Выступал за сборную Германии по лёгкой атлетике в первой половине 1960-х годов, бронзовый призёр чемпионата Европы в Белграде, победитель немецкого национального первенства, рекордсмен страны, участник летних Олимпийских игр в Риме.

## Биография
Манфред Бок родился 28 мая 1941 года в Гамбурге. Занимался лёгкой атлетикой в Гамбургской спортивной ассоциации, с самого начала проявлял себя как универсал, способный показывать высокие результаты в нескольких дисциплинах, и с 19 лет целенаправленно выступал в многоборьях.
Впервые заявил о себе на международном уровне в сезоне 1960 года, когда вошёл в состав Объединённой германской команды и удостоился права защищать честь страны на летних Олимпийских играх в Риме. В программе мужского десятиборья набрал 6894 очков (7006 по новой системе) и расположился в итоговом протоколе соревнований на 10 строке.
После римской Олимпиады Бок остался в составе немецкой объединённой сборной и продолжил принимать участие в крупнейших международных стартах. Так, в 1962 году он стал чемпионом Германии в десятиборье и побывал на чемпионате Европы в Белграде, откуда привёз награду бронзового достоинства — в десятиборье набрал 7835 очков (7562 по новой системе), уступив только советскому многоборцу Василию Кузнецову и соотечественнику Вернеру фон Мольтке.
Весной 1963 года отправился в Калифорнию, где планировал получить университетскую стипендию, однако успеха здесь не добился и вынужден был вскоре вернуться, при этом поездка отрицательно сказалась на его спортивных результатах. Бок значительно уступал конкурентам по сборной и не смог отобраться на Олимпийские игры в Токио, но при этом в июне 1964 года ему удалось обновить национальный рекорд Германии — 8326 очков (по таблице 1962 года).
Завершив спортивную карьеру, окончил Высшую спортивную школу в Кёльне и затем в 1973—2004 годах работал спортивным преподавателем в Гимназии Людвига-Майна в Итерзене.
Являлся страстным любителем баскетбола, выступал за баскетбольную команду «Рист-Ведель», был одним из инициаторов создания баскетбольной секции в Спортивной ассоциации Итерзена. Также проявил себя как тренер по лёгкой атлетике и теннису.
Умер от сердечного приступа 31 октября 2010 года в Итерзене в возрасте 69 лет.